# Tomisławice (województwo wielkopolskie)
Tomisławice – wieś w Polsce położona w województwie wielkopolskim, w powiecie konińskim, w gminie Wierzbinek. Miejscowość jest siedzibą sołectwa Tomisławice.

## Historia
W latach 1975–1998 miejscowość położona była w województwie konińskim. W roku 2009 Tomisławice wraz z miejscowościami Paradowo i Stanisławowo liczyły 212 mieszkańców, w tym 109 kobiet i 103 mężczyzn.
We wsi znajduje się dwór z okresu nowożytnego oraz szkoła podstawowa.

## Gospodarka
W miejscowości znajdują się złoża węgla brunatnego kategorii B i C1 szacowane na 53,6 mln ton oraz kruszywa naturalne. W roku 2008 Kopalnia Węgla Brunatnego Konin rozpoczęła budowę odkrywki. Inwestycja ta została skrytykowana przez naukowców, którzy wskazali negatywny wpływ odkrywki "Tomisławice" na znajdujące się w pobliżu obszary Natura 2000, w tym objęte ochroną Jezioro Gopło. Otwarciu odkrywki towarzyszyły protesty społeczności lokalnej, samorządów terytorialnych oraz organizacji ekologicznych. Planowano eksploatację odkrywki do roku 2030 na obszarze ponad 1200 ha, przy której zatrudniono by ok. 150 osób.
W Tomisławicach występują gleby należące do kompleksu żytniego bardzo dobrego.